# ناصر شکوهی‌نیا
ناصر شکوهی‌نیا (زادهٔ پانزده اردیبهشت ۱۳۳۴) صدابردار ایرانی است. او در سال ۱۳۸۰ برای فیلم امتحان برندهٔ سیمرغ بلورین بهترین صدابرداری از بیستمین دورهٔ جشنوارهٔ فیلم فجر و در سال ۱۳۸۴ نیز برای فیلم زمستان است برندهٔ «سیمرغ بلورین بهترین صدابرداری» از بیست و چهارمین دورهٔ جشنوارهٔ فیلم فجر شد.

## جوایز و نامزدی‌ها
| سال  | جایزه                                | دسته             | اثر نامزد شده | نتیجه    | منبع        |
| ---- | ------------------------------------ | ---------------- | ------------- | -------- | ----------- |
| ۱۳۸۰ | بیستمین دورهٔ جشنوارهٔ فیلم فجر        | بهترین صدابرداری | امتحان        | برنده    | [ ۲ ] [ ۳ ] |
| ۱۳۸۳ | بیست و سومین دورهٔ جشنوارهٔ فیلم فجر   | بهترین صدابرداری | یک تکه نان    | نامزدشده | [ ۲ ]       |
| ۱۳۸۴ | بیست و چهارمین دورهٔ جشنوارهٔ فیلم فجر | بهترین صدابرداری | زمستان است    | برنده    | [ ۲ ] [ ۴ ] |